# Interstate 180 (Illinois)
Die Interstate 180 (kurz I-180) ist ein kurzer Zubringer, der die Interstate 80 bei Princeton mit den Illinois State Routes 26 und 71 nahe Hennepin  auf einer Länge von 21,23 Kilometer (13,19 Meilen) verbindet.

## Verlauf
Ab Hennepin verläuft die Interstate 180 zunächst in westlicher Richtung und überquert dabei den Illinois River. Nach der dem Kreuz mit der State Route 29 führt sie in Richtung Norden und passiert dabei die Ortschaft Bureau Junction. Nach einem Kreuz mit dem U.S. Highway 6 endet die I-180 an der Interstate 80.

## Geschichte
Der Bau der I-180 wurde 1969 vollendet. Sie wurde hauptsächlich gebaut um Interstate 80 mit einem neuen Jones & Laughlin Stahlwerk, das 1965 in Hennepin errichtet wurde, zu verbinden.  Jedoch würde das Stahlwerk kurz nach dem Bau von I-180 geschlossen und erst im August 2002 wieder eröffnet. I-180 ist eine der verkehrsärmsten Autobahnen der Nation, mit lediglich 1950–3600 Fahrzeuge täglich im Jahr 2013.